# Malibaca
Der Malibaca (Mota Malibaca, Mota Malibaka, Rio Malibaca, Rio Male Baca, Rio Malibacu, im Unterlauf teilweise Matihaca) ist ein Fluss in Zentraltimor. Seine Quellen liegen im indonesischen Südlamaknen und dem osttimoresischen Lebos. Der Malibaca gehört zum System des Lóis.

## Verlauf

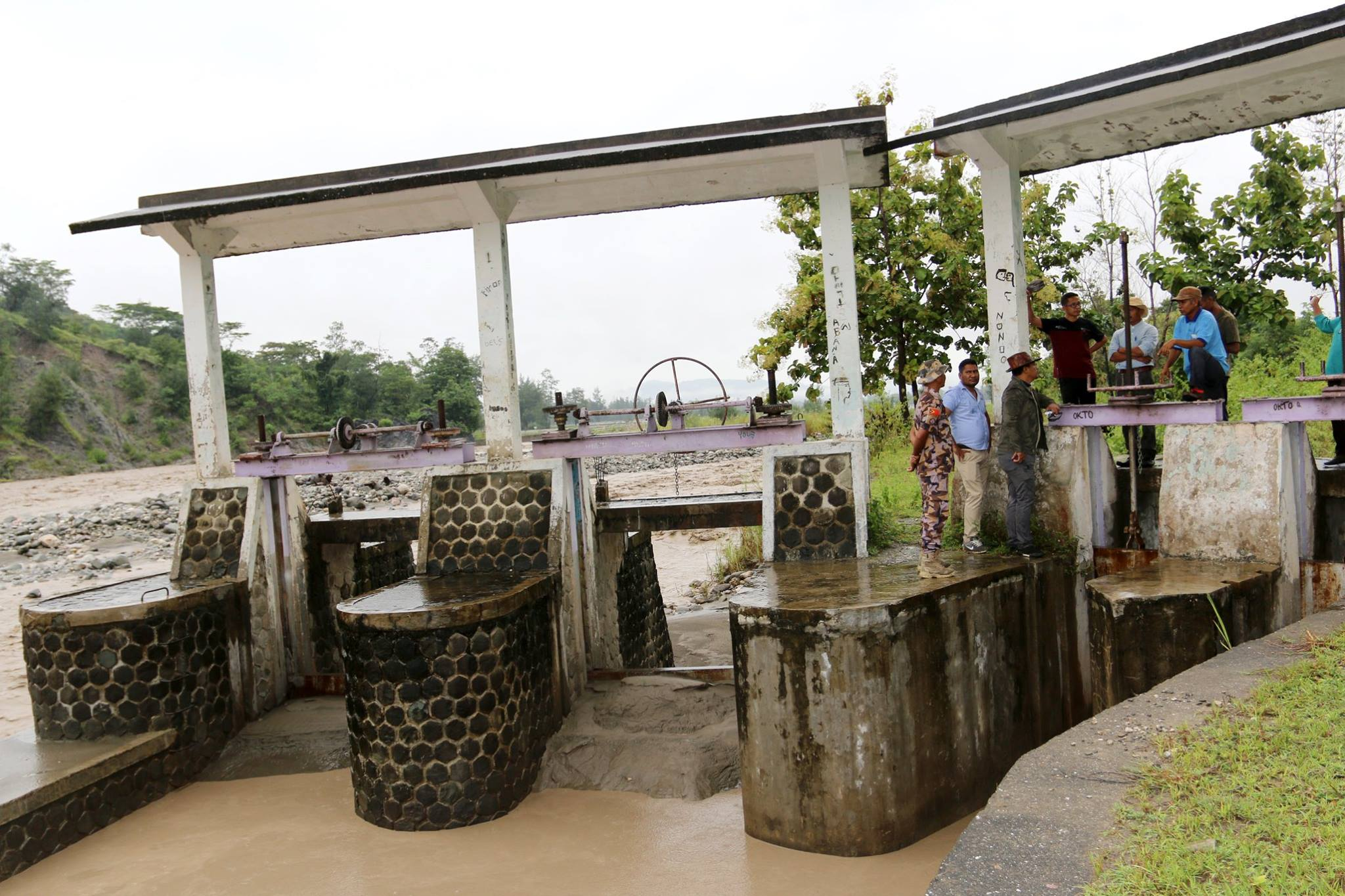
Bewässerungsanlage bei Memo

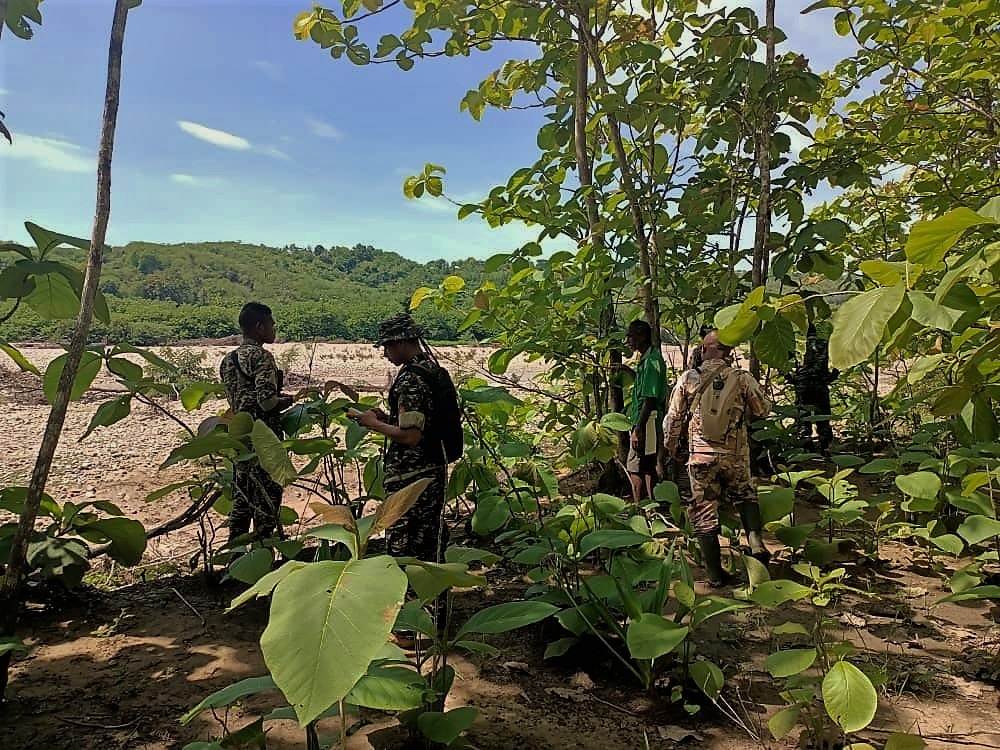
Der Malibaca an der Grenze von Lebos zu Indonesien

Der Sele, einer der Quellflüsse, entspringt südwestlich des Ortes Mapelai. Er bildet kurz die Grenze zwischen Indonesien und Osttimor, bevor er nach einem Zufluss aus Indonesien den Malibaca bildet. Mehrere kleine Wasserläufe münden im weiteren Verlauf von beiden Seiten der Grenze in den Malibaca, so zum Beispiel der Phicigi aus Lontas.
Vorbei an den osttimoresischen Verwaltungsämtern Lolotoe und Maliana im Osten und Norden und den indonesischen Distrikten (Kecamatan) Südlamaknen, Lamaknen und Raihat im Westen und Süden fließt der Fluss nach Norden, schwenkt nach Westen und bildet schließlich mit dem Talau (hier Taipui) den Nunura.

## Sonstiges
Das Malibaca Yamato Stadium Maliana, das Fußballstadion der Stadt Maliana ist nach dem Fluss benannt.